# 에마르

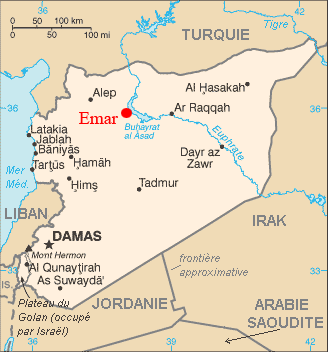

에마르(현재의 시리아의 텔 메스케네)는 고대 아모리트 도시로 북동 시리아의 유프라테스 강 중류의 큰 만곡 지점에 위치한다. 그곳은 인공 호수인 아사드 호의 연안에 있다. 그곳은 우가리트, 에블라, 마리와 함께 설형문자 문헌으로 유명하다. 기원전 2500년까지 거슬러 올라가는 그들 문헌에서  에마르는 중요한 청동기 교역 중심으로 부상하였으며 상부 메소포타미아와 아나톨리아 시리아의 권력 중심 간의 중간 지점이다.
다른 도시와는 다르게 에마르의 점토판은 기원전 13세기의 아카드어로 되어 있으며  개인적인 기록과 부동산, 결혼, 유언, 채용 등의 내용이다.

## 같이 보기
- 근동의 고대사 연대학